# Lu Lan
Lu Lan (en chino: 卢兰; Cantón, 17 de octubre de 1987) es una deportista china que compitió en bádminton, en la modalidad individual.
Ganó dos medallas en el Campeonato Mundial de Bádminton, oro en 2009 y bronce en 2007. Participó en los Juegos Olímpicos de Pekín 2008, ocupando el cuarto lugar en la prueba individual.

## Palmarés internacional
| Campeonato Mundial | Campeonato Mundial     | Campeonato Mundial | Campeonato Mundial |
| Año                | Lugar                  | Medalla            | Prueba             |
| ------------------ | ---------------------- | ------------------ | ------------------ |
| 2007               | Kuala Lumpur (Malasia) | Medalla de bronce  | Individual         |
| 2009               | Hyderabad (India)      | Medalla de oro     | Individual         |